# Mauergeckos

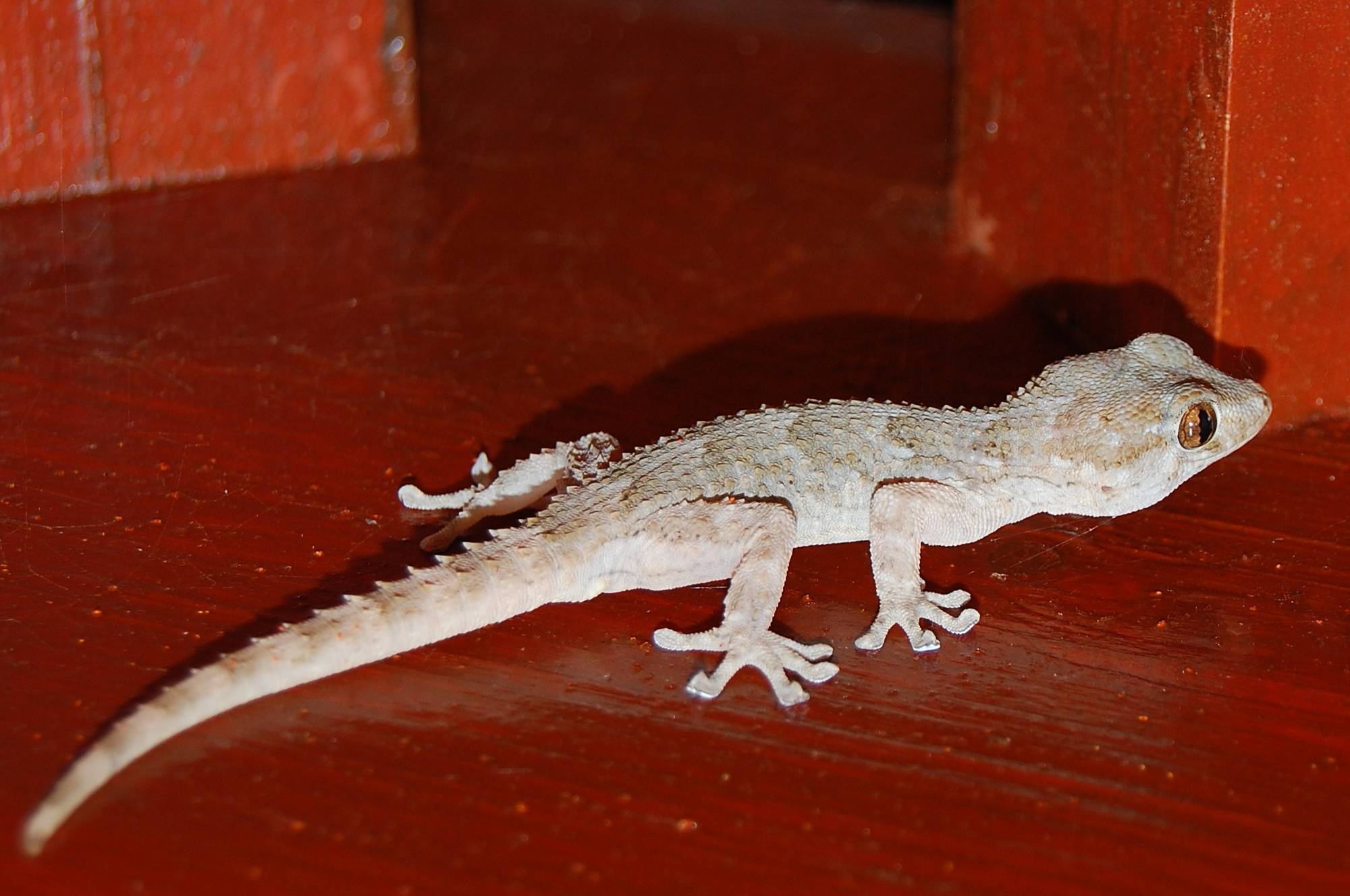
Kanarischer Mauergecko (Tarentola angustimentalis)

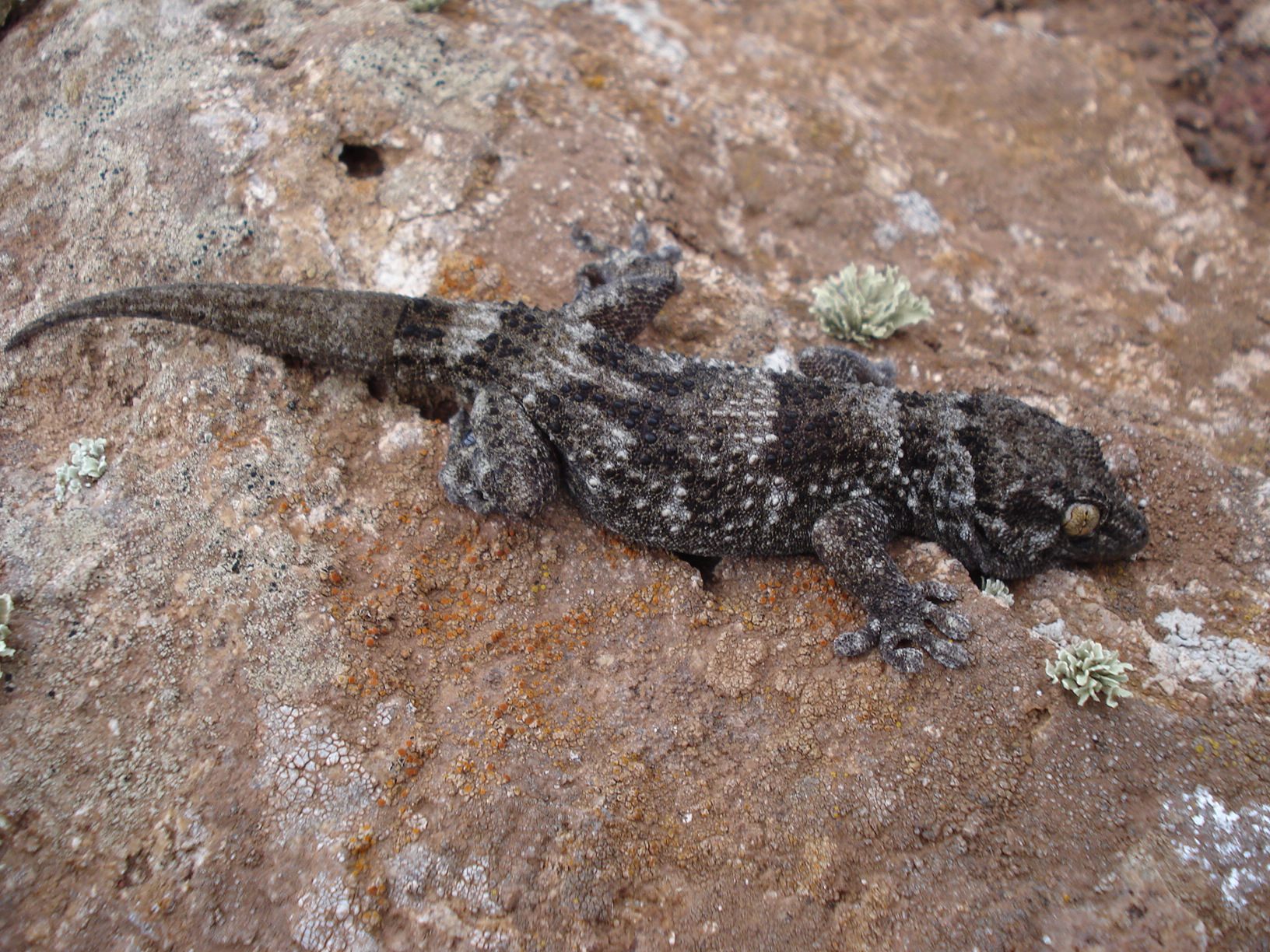
Tarentola bischoffi von der Ilhas Selvagens

Die Mauergeckos (Tarentola) sind eine Gattung der Blattfingergeckos mit 31 Arten. Die Erstbeschreibung erfolgte 1825 durch John Edward Gray.

## Verbreitung
Arten der Gattung sind auf beiden Seiten des Atlantischen Ozeans zu finden. So besiedeln 3 Arten die Karibik, während die übrigen 28 Arten auf der östlichen Seite des Atlantischen Ozeans leben. Hier werden Makaronesien mit den Kanaren, den Kapverden und der Ilhas Selvagens, Afrika nördlich des Äquators und Südeuropa besiedelt, im Osten reicht das Areal bis nach Saudi-Arabien. Der Verbreitungsschwerpunkt liegt im nordwestlichen bis nördlichen Afrika und auf den Kapverden, wo eine sehr hohe Anzahl an Arten zu finden ist. In Europa leben nur zwei Arten der Gattung, der Mauergecko und der Nordostafrikanische Mauergecko. Auf den Kanaren finden sich 4 Arten der Gattung, und zwar der Kanarische Mauergecko, der Gestreifte Kanarengecko, der Kanarengecko und der Gomera-Gecko. In die Gebiete Afrikas südlich der Sahara und Sahelzone dringen nur wenige Arten vor, die meisten Arten des afrikanischen Festlandes leben in den Ländern der nordwestafrikanischen Atlantikküste, nördlich der Sahara oder in der Sahara.
Einige Arten der Gattung wurden auch in andere Gebiete eingeführt, beispielsweise der Mauergecko, der im östlichen Mittelmeerraum, in den USA, in Uruguay, Argentinien und Chile eingeschleppt wurde.

## Arten
Die Gattung enthält aktuell 33 Arten.
- Tarentola albertschwartzi Sprackland & Swinney, 1998
- Tarentola americana (Gray, 1831)
- Kanarischer Mauergecko (Tarentola angustimentalis Steindachner, 1891)
- Tarentola annularis (Geoffroy Saint-Hilaire, 1827)
- Tarentola boavistensis Joger, 1993
- Tarentola bocagei Vasconcelos, Perera, Geniez, Harris & Carranza, 2012
- Böhmes Gecko (Tarentola boehmei Joger, 1984)
- Gestreifter Kanarengecko (Tarentola boettgeri Steindachner, 1891)
- Tarentola caboverdiana Schleich, 1984
- Helmkopfgecko (Tarentola chazaliae (Mocquard, 1895))
- Tarentola crombiei Diaz & Hedges, 2008
- Tarentola darwini Joger, 1984
- Kanarengecko (Tarentola delalandii (Duméril & Bibron, 1836))
- Tarentola deserti Boulenger, 1891
- Tarentola ephippiata O’Shaughnessy, 1875
- Nordostafrikanischer Mauergecko (Tarentola fascicularis (Daudin, 1802))
- Tarentola fogoensis Vasconcelos, Perera, Geniez, Harris & Carranza, 2012
- Kapverdischer Riesengecko (Tarentola gigas (Bocage, 1875))
- Gomera-Gecko (Tarentola gomerensis Joger & Bischoff, 1983)
- Tarentola hoggarensis Werner, 1937
- Tarentola maioensis Schleich, 1984
- Mauergecko (Tarentola mauritanica (Linnaeus, 1758))
- Ägyptischer Mauergecko (Tarentola mindiae Baha El Din, 1997)
- Tarentola neglecta Strauch, 1887
- Tarentola nicolauensis Schleich, 1984
- Tarentola panousei Pasteur, 1959
- Tarentola parvicarinata Joger, 1980
- Tarentola pastoria Trape, Baldé & Ineich, 2012
- Tarentola protogigas Joger, 1984
- Tarentola raziana Schleich, 1984
- Tarentola rudis Boulenger, 1906
- Tarentola senegambiae Joger, 1984
- Tarentola substituta Joger, 1984